# Île Horn (Australie)
L'île Horn ((en) Horn Island ; en kaurareg : Narupai (prononcé Nœrupai ou Nurupai) est une île de la mer de Corail, dans le Nord du Queensland, située dans le détroit de Torrès, entre l'Australie et la Papouasie-Nouvelle-Guinée.
Lors du recensement de 2006, l'Île Horn avait une population de 585 habitants.

## Géographie
L'île couvre une superficie de 53 km2.

### Climat
L'île a un climat très chaud de savane tropicale avec une température constamment élevée tout le long de l'année. La saison humide va de décembre à avril avec un taux d'humidité très élevé et des averses importantes et fréquentes. L'île de Horn est parfois affectée par des cyclones tropicaux, bien qu'ils passent souvent trop au Nord pour entrainer des dégâts significatifs. La saison sèche s'étend de mai à novembre, et est caractérisée par un faible taux d'humidité et de petites pluies. Sur l'île de Horn, il n'a jamais été enregistré de minimum de température en dessous de 15 °C et de maximum de température au-dessus de 25 °C.

## Histoire
L'influence de l'Église s’y exerça initialement par le biais de la London Missionary Society, et cela jusqu'en 1915 quand l'Église anglicane en assura directement la tutelle .
L'île Horn (Horn Island) est connue comme Nœrupai (nom familier Nurupai) par le peuple indigènes du détroit de Torrès (Kaurareg (en)), qui en sont les habitants autochtones et dont le nom a été donné en anglais par Matthew Flinders en 1802. Après le massacre qui eut lieu en 1871 sur l'île du Prince-de-Galles les natifs encore installés là étaient peu nombreux et restèrent peu de temps jusqu'à ce que le gouvernement les déplace vers l'Île Hammond (ou Kœriri), où ils restèrent jusqu'en 1922. Ces îles (ainsi que les autres îles du groupe du détroit de Torrès) sont le pays des Kaurareg (en), chaque île ou partie d'île étant la propriété d'un clan différent.
Le langage des Kaurareg est le Kala Lagaw Ya (en), sous la forme de dialecte Kaiwalgau Ya (appelé Kauraraigau Ya, une variante locale du Kauraregau Ya, au XIXe siècle).
Le mot Kaurareg signifie « habitant des îles » (islander), et est maintenant dans le langage moderne Kawalaig et Kaiwalaig (en dialecte local). Kaurareg est un terme différent, courant du milieu du XIXe siècle pour Kauraraiga/Kauralaiga (kaura island et -laiga pour personnes appartenant ou ayant appartenu à - le r était prononcé plus ou moins comme un r en Américain ou en Anglais, et disparu du parlé ordinaire vers les années 1900s). Les Kauraraiga se dénomment eux-mêmes par opposition aux Aborigènes Dhaidhaulaiga (les habitants de la terre principale) qui vivent sur le continent Australien tels que les Gudangs ou Djagaraga (en), Kartakartalaiga, Urradhi, Yadhaikana, et d'autres.
De l'or fut extrait à l'île Horn dans les années 1890. Au début du XXe siècle, l'industrie de la pêche aux perles donna naissance à une ville florissante, mais celle-ci déclina quand les résidents (en partie japonais), qui n'étaient pas natifs des îles, furent évacués vers le Sud du Queensland durant la Seconde Guerre mondiale. La base aérienne, essentielle pour les troupes alliées pendant la deuxième guerre mondiale, fut implantée sur l'Aéroport de l'île d'Horn construit à cet effet et qui fut attaqué à plusieurs reprises par les forces aériennes de l'empire du Japon.
En 1946, quelques-uns des Kauraregs (Nœrupai) revinrent de Kubin, la ville de l'Île Moa et se réinstallèrent sur l'île d'Horn à l'extrémité ouest de l'île. À la fin des années 1980, la recherche minière de l'or reprit et l'île d'Horn présenta une expansion rapide tant de sa population que des activités de construction, alors même que les terres sur l'île Thursday voisine devenaient rares .
L'île Horn accueille l'aéroport, Horn Island Airport (en), qui dessert aussi l'île Thursday. Toutefois c'est surtout une porte d'entrée des voyageurs vers le continent et vers les différents îles La population actuelle est constituée de natifs drainés de toutes les îles du détroit de Torrès, mais aussi d'immigrants non-natifs des îles. Les résidents circulent tous les jours par ferrys à travers Ellis Channel vers l'île Thursday tant pour le travail que pour l'école. Shire of Torres (en) est le nom de l’autorité du gouvernement local, qui régit les services municipaux pour l'ensemble des îles.

## Galerie

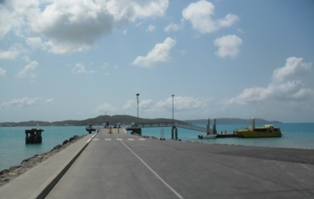
Jetée de Horn Island.
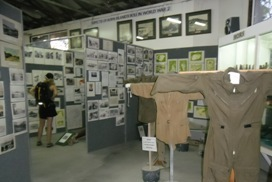
Musée de Horn Island.